# 石川県道184号松本木津線
石川県道184号松本木津線（いしかわけんどう184ごう まつもとこうづせん）は石川県白山市内を通る一般県道（石川県道）である。

## 概要
- 起点：石川県白山市松本町880番地先（＝松本交差点・石川県道25号金沢美川小松線交点）
- 終点：石川県白山市木津町100番地先（＝木津北交差点・石川県道8号松任宇ノ気線交点）

白山市海岸部の松本交差点が起点。田園地帯を東に進み、同市笠間町集落内を通過。加賀笠間駅の北側でIRいしかわ鉄道線を踏切で渡り、荒屋柏野交差点で国道8号（国道305号重複）と交差し、宮丸町南交差点まで国道8号と重複して北上する。宮丸町南交差点から再び東へ進み、同市剣崎町地内で、50mほど石川県道174号安吉松任線と重複して北上した後、また東へ進む。そのまま、松南地区の田園地帯を進み、終点に至る。

## 歴史
- 1972年（昭和47年）3月21日：路線認定。

## 接続道路
- 石川県道25号金沢美川小松線（白山市松本町・松本交差点：起点）
- 石川県道104号松任美川線（白山市笠間町）
- 国道8号（国道305号重複）（白山市荒屋柏野町・荒屋柏野交差点、同市宮丸町・宮丸町南交差点）
- 石川県道174号安吉松任線（白山市剣崎町）
- 石川県道188号三反田松任線（白山市乙丸町・乙丸町交差点）
- 石川県道8号松任宇ノ気線（白山市木津北交差点：終点）

## 重複区間
- 国道8号（国道305号とも重複）（白山市荒屋柏野町・荒屋柏野交差点 - 同市宮丸町・宮丸町南交差点）
- 石川県道174号安吉松任線（白山市剣崎町地内）

## 周辺
- 松本工業団地
  - クスリのアオキ 本部
- 白山市西南部浄化センター
- 金城大学
- 金城大学短期大学部
- 白山市立松陽小学校
- IRいしかわ鉄道線 加賀笠間駅
- シーアイタウン笠間（新興住宅地）
- 白山市南部浄化センター
- ジェイ・エス・エス 第二アウトソーシングセンター（旧叡明館高等部・中等部）
- 白山市立松南小学校
- みずほ台（新興住宅地）